# Ortsfeste nichtnavigatorische Ortungsfunkstelle

RADAR-Wirkprinzip

Eine ortsfeste nichtnavigatorische Ortungsfunkstelle  (englisch radiolocation land station station) ist – entsprechend Artikel 1.90 der Vollzugsordnung für den Funkdienst (VO Funk) der Internationalen Fernmeldeunion (ITU) – definiert als «Funkstelle des nichtnavigatorischen Ortungsfunkdienstes, die nicht dazu bestimmt ist, während der Bewegung oder während des Haltens an beliebigen Orten betrieben zu werden».

## Zuordnung zu Funkdiensten
Jede Ortungsfunkstelle wird dem Funkdienst zugeordnet, an dem sie ständig oder zeitweilig teilnimmt. Gemäß VO Funk (Artikel 1) ist diese Funkstelle wie folgt einzuordnen:
- Ortungsfunkstelle (Artikel 1.86) im Ortungsfunkdienst (Artikel 1.40)
  - Mobile Navigationsfunkstelle (Artikel 1.87) im Navigationsfunkdienst (Artikel 1.40)
  - Ortsfeste Navigationsfunkstelle (Artikel 1.88) im Navigationsfunkdienst
  - Mobile nichtnavigatorische Ortungsfunkstelle (Artikel 1.89) im nichtnavigatorischen Ortungsfunkdienst (Artikel 1.48)
  - Ortsfeste nichtnavigatorische Ortungsfunkstelle

## Auswahl ortsfester nichtnavigatorischer Ortungsfunkstellen

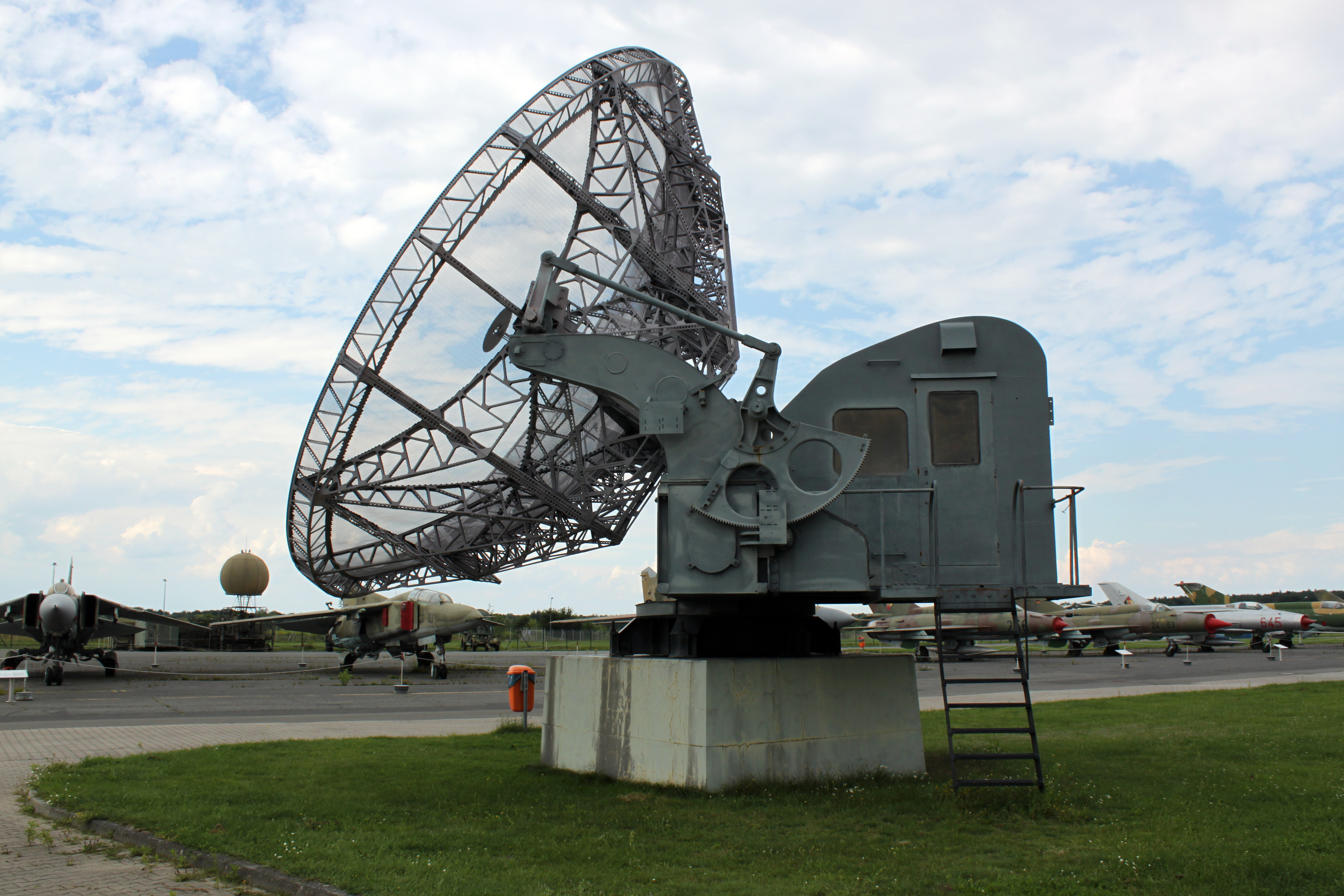
Radar Würzburg Riese (FuMG 65)
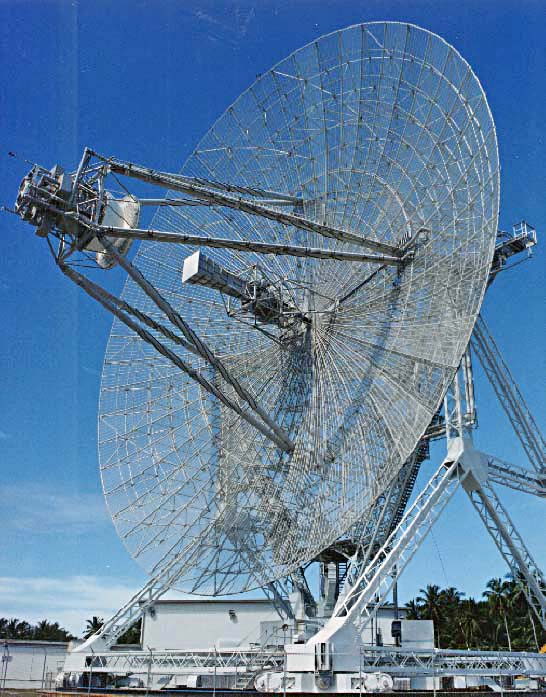
ARPA Long-Range Tracking and Instrumentation Radar (ALTAIR)
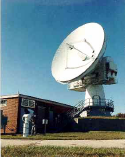
NASA Wallops Flight Facility Radar
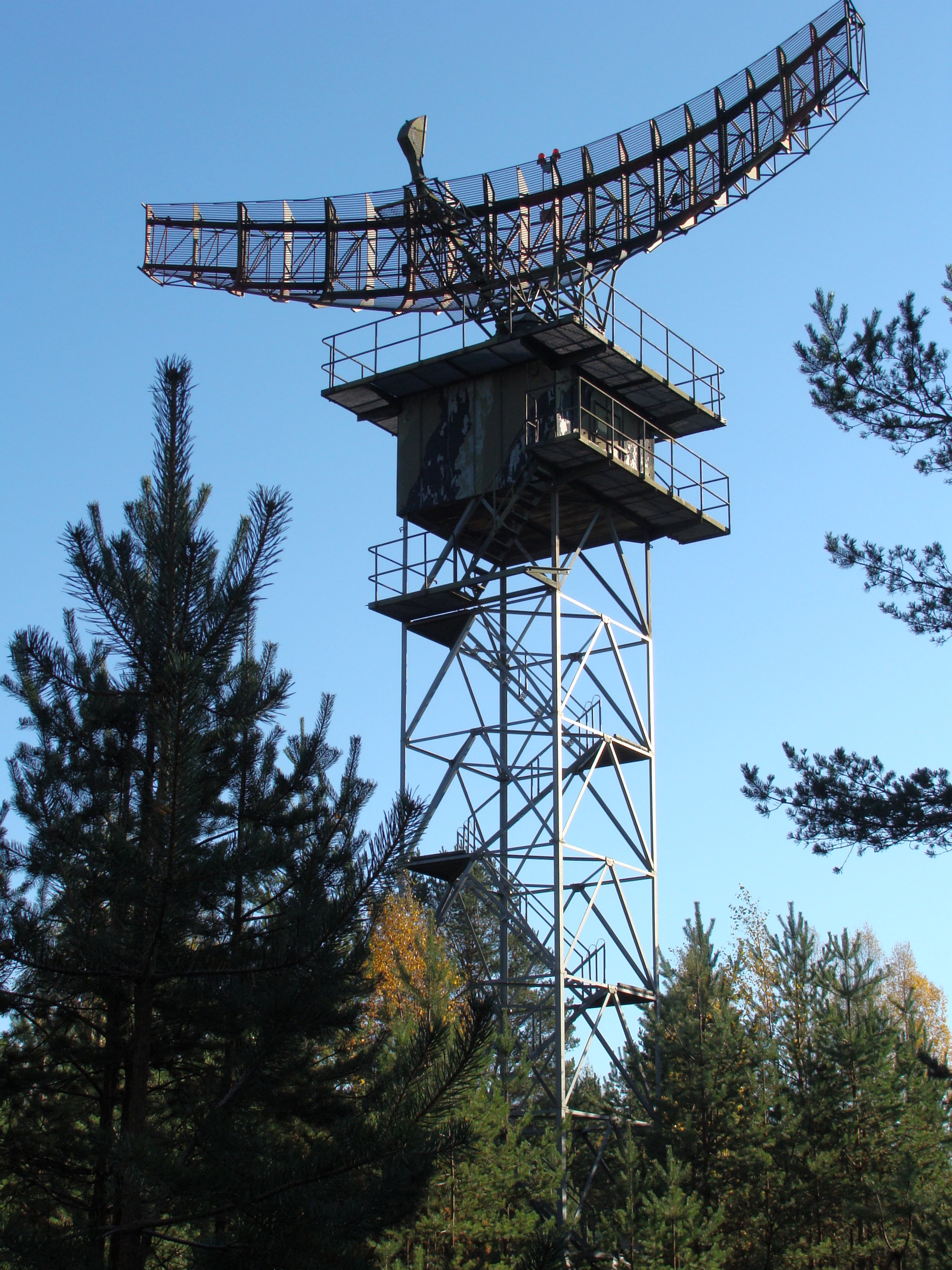
Antenne L Band Radar TAR, Finnland
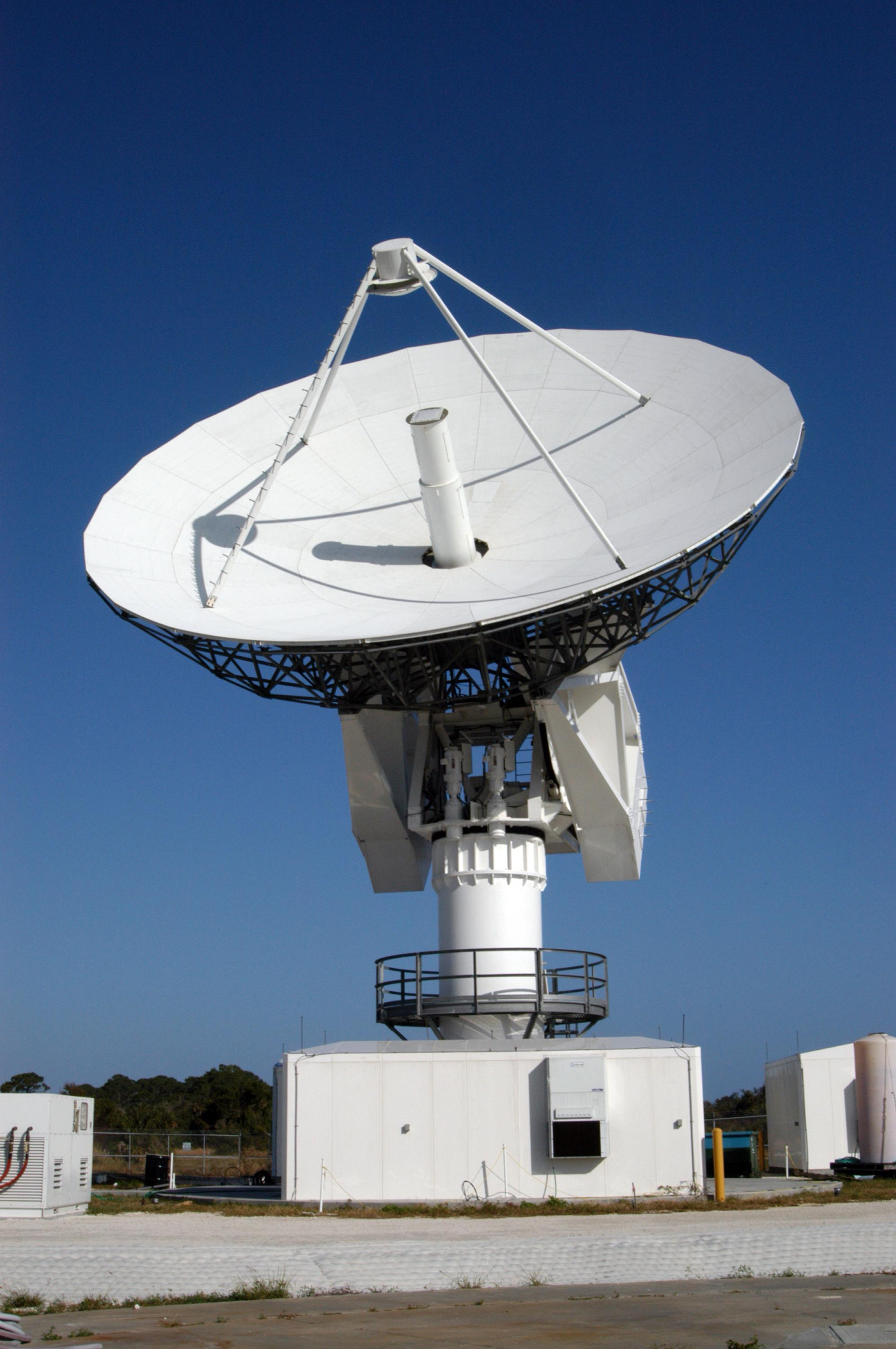
Antenne C Band Radar
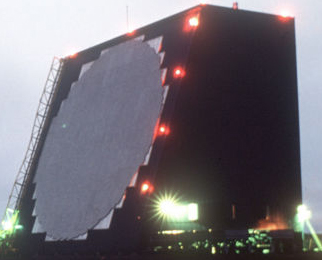
Intelligence-gathering phased array radar FPS-108
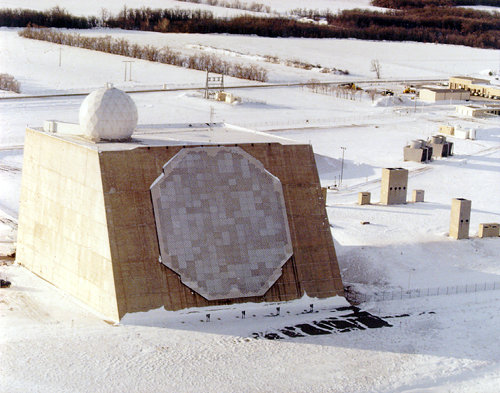
Phased array radar AN/FPQ-16 PARCS
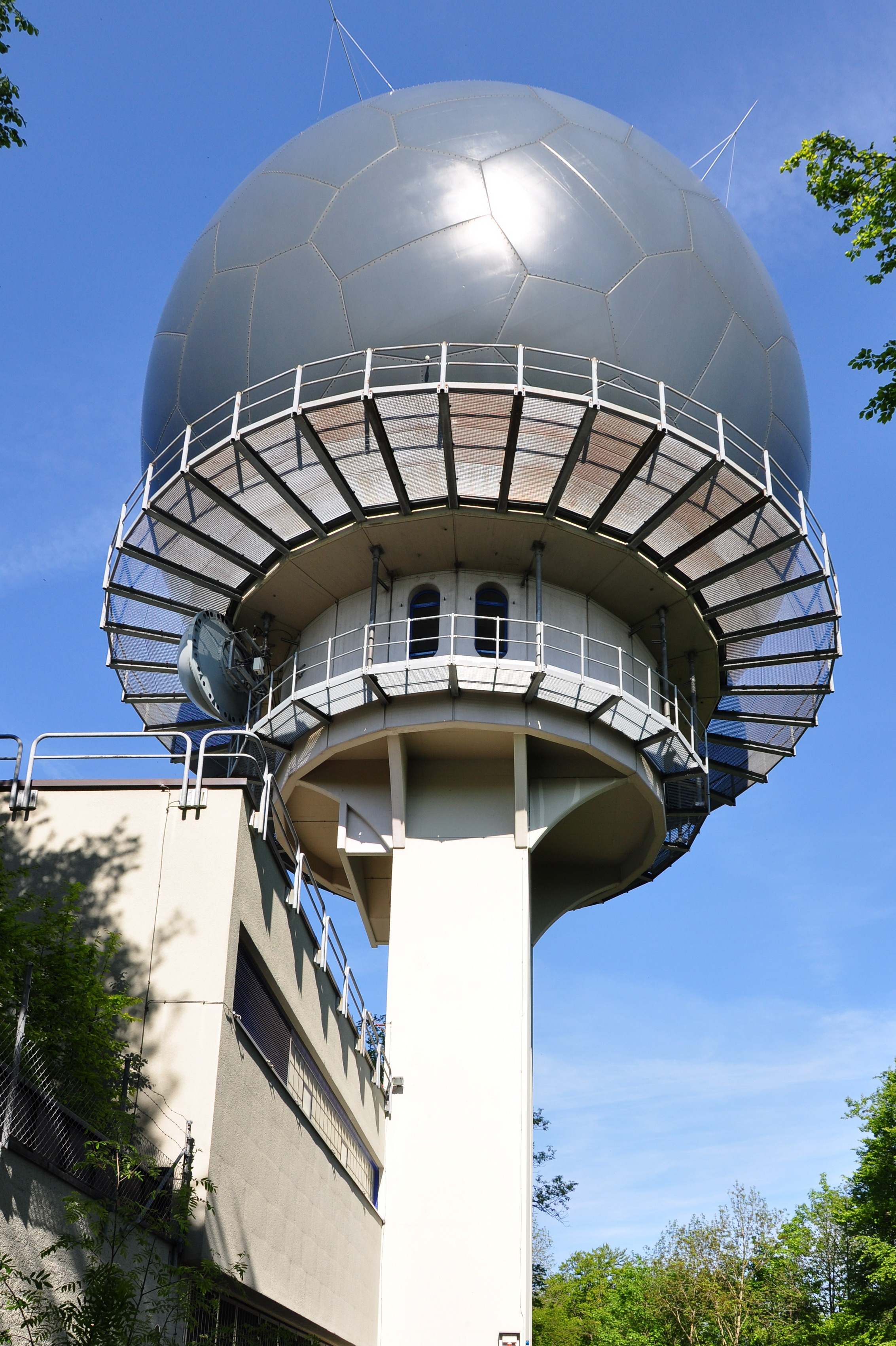
Skyguide Radar, Schweiz